# Juliane Köster
Juliane Köster (* 1947) ist eine deutsche Fachdidaktikerin.

## Leben
Sie studierte Germanistik und katholische Theologie in Tübingen und Regensburg (erstes Staatsexamen 1971, zweites Staatsexamen 1981). Nach der Promotion 1994 und der Habilitation 2000 an der Philosophisch-historischen Fakultät der Universität Augsburg (Venia legendi für das Fachgebiet Didaktik der deutschen Sprache und Literatur) war sie von 2001 bis 2012 Professorin für Fachdidaktik Deutsch an der Friedrich-Schiller-Universität Jena.

## Schriften (Auswahl)
- Konstruktion und Hellsicht. Die produktive Leistung von Vergleichsaufgaben im Literaturunterricht der Sekundarstufe II. Würzburg 1995, ISBN 3-8260-1028-0.
- Bernhard Schlink: Der Vorleser. München 2000, ISBN 3-486-88745-9.
- Archive der Zukunft. Der Beitrag des Literaturunterrichts zur Auseinandersetzung mit Auschwitz. Augsburg 2001, ISBN 3-89639-265-4.
- Aufgaben im Deutschunterricht. Wirksame Lernangebote und Erfolgskontrollen. Seelze 2016, ISBN 978-3-7800-4806-6.